# Miguel van Assen
Miguel van Assen (30 juli 1997) is een atleet uit Suriname.

## Biografie
Op de Olympische Jeugdzomerspelen 2014 liep Van Assen op de 8x100 meter estafette en nam hij deel aan het onderdeel hink-stap-sprong.
Hij werd in 2018 verkozen tot Sportman van het jaar.
In juni 2018 behoorde hij naast taekwondoka Tosh van Dijk en de hardloopster Ilsida Toemere tot de drie topsporters die een baan kregen aangeboden op het ministerie van Sport- en Jeugdzaken.